# 極速酷客
《極速酷客》（英語：Torque）是一部2004年美國動作片，講述一名摩托車手從泰國回來，協助女友解決問題。幫派頭目要他運送兩輛裝滿冰毒的摩托車，另一幫派頭目則要為自己死去的弟弟復仇。電影為喬瑟夫·坎恩的電影導演處女作，麥特·強森（Matt Johnson）編劇，馬丁·亨德森、冰塊酷巴、莫內·瑪佐以及傑·赫南德茲主演。
《極速酷客》於2004年1月16日美國上映，口碑票房雙敗；雖然表演、編劇和執導技巧受到批評，但動作戲則取得影評普遍讚賞，更憑藉特技而獲金牛座獎多項提名。

## 演員
- 馬丁·亨德森飾演凱瑞·福特（Cary Ford）
- 冰塊酷巴飾演泰瑞·華勒斯（Trey Wallace）
- 莫內·瑪佐飾演夏恩（Shane）
- 亞當·史考特飾演聯邦調查局探員傑·麥佛森（FBI Agent Jay McPherson）
- 麥特·蘇茲飾演亨利·詹姆斯（Henry James）
- 潔米·佩絲莉飾演柴娜（'China'）
- 傑·赫南德茲飾演道爾頓（Dalton）
- 麥斯·比斯利（英语：Max Beesley）飾演路瑟（Luther）
- 李威尹飾演方（Val）
- 克里斯蒂娜·米蓮飾演妮娜（Nina）
- 費松·勒夫（英语：Faizon Love）飾演索尼（Sonny）
- 弗雷德羅·史塔爾（英语：Fredro Starr）飾演朱尼爾·華勒斯（Junior Wallace）
- 賈絲汀娜·瑪查多（英语：Justina Machado）飾演聯邦調查局探員泰亞·亨德森（FBI Agent Tehya Henderson）

客串演員包括：丹尼·庫克飾演被亨利教訓的遊客；企業家傑西·詹姆斯飾演買主；導演喬瑟夫·坎恩飾演列車上的乘客；斯科特·沃夫飾演紅色三菱Eclipse司機。

## 家庭媒體
本片2004年5月18日發行DVD和VHS。2014年4月22日發售藍光影碟。

## 外部連結
- 互联网电影数据库（IMDb）上《極速酷客》的资料（英文）
- AllMovie上《極速酷客》的资料（英文）